# R Aquarii
R Aquarii è una stella gigante rossa di magnitudine 7,69 situata nella costellazione dell'Aquario. Dista 643 anni luce dal sistema solare.

## Osservazione
Si tratta di una stella situata nell'emisfero celeste australe; grazie alla sua posizione non fortemente australe, può essere osservata dalla gran parte delle regioni della Terra, sebbene gli osservatori dell'emisfero sud siano più avvantaggiati. Nei pressi dell'Antartide appare circumpolare, mentre resta sempre invisibile solo in prossimità del circolo polare artico. Essendo di magnitudine pari a 7,7, non è osservabile ad occhio nudo; per poterla scorgere è sufficiente comunque anche un binocolo di piccole dimensioni, a patto di avere a disposizione un cielo buio.
Il periodo migliore per la sua osservazione nel cielo serale ricade nei mesi compresi fra fine agosto e dicembre; da entrambi gli emisferi il periodo di visibilità rimane indicativamente lo stesso, grazie alla posizione della stella non lontana dall'equatore celeste.

## Caratteristiche fisiche
La stella è una gigante rossa variabile di tipo Mira; possiede una magnitudine assoluta di 1,22 e la sua velocità radiale negativa indica che la stella si sta avvicinando al sistema solare. La stella è accompagnata probabilmente da una nana bianca, con cui costituisce dunque un sistema binario; il loro periodo di rivoluzione è di circa 44 anni.
R Aquarii è stata seguita per un periodo di 15 anni, dal 1997 con il Nordic Optical Telescope sino ad oggi con telescopi di classe maggiore incluso il VLT dell'ESO, durante il quale è stata osservata l'espansione e l'evoluzione del materiale che circonda il sistema binario. Le osservazioni effettuate durante i test di SPHERE, uno strumento per la ricerca esoplanetaria installato presso il VLT, hanno evidenziato anche un costante assorbimento di materiale da parte della nana bianca nei confronti della compagna maggiore.

## Esplosione nel passato come nova
Il sistema è circondato da una particolare nebulosa, nota come Ced 211, la quale costituisce una sfida per l'osservazione visuale: sebbene sia infatti ben evidente nelle fotografie, l'osservazione diretta attraverso gli strumenti di osservazione è estremamente difficoltosa. Questa nebulosa potrebbe essersi originata a seguito dell'esplosione, simile a una stella nova, avvenuta a spese della stella principale; questo evento potrebbe essere stato osservato dagli astronomi giapponesi nell'anno 930 d.C. Secondo ricerche più recenti, basate su osservazioni registrate su testi coreane, l'esplosione sarebbe invece avvenuta nel 1073 raggiungendo durante il suo picco la magnitudine apparente di 1-2a, la sua visibilità sarebbe durata anche durante il 1074. Per questo motivo è classificata anche come variabile Zeta Andromedae, un sottotipo delle novae simbiotiche.